# Pistage
Pour le pistage sur Internet, voir Trace numérique.

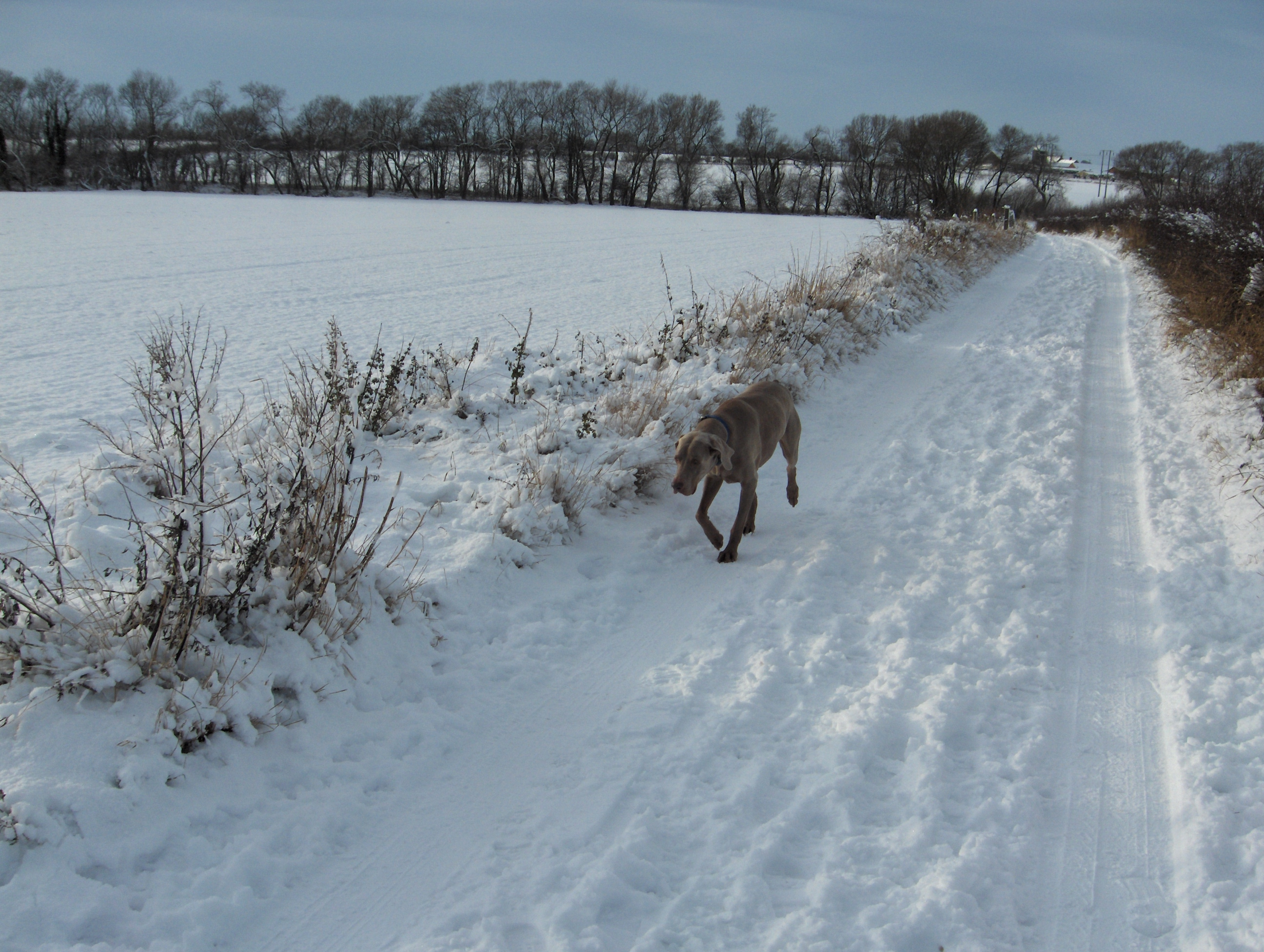
Braque de Weimar suivant une piste olfactive dans la neige

Le pistage est l'action trouver, identifier et suivre les traces d'un humain ou d'un animal, généralement en vue de le retrouver.
Le pistage peut se pratiquer avec ou sans chien.
Le pistage canin consiste pour un chien à trouver et à suivre une suite de traces olfactives au sol (la piste) sur ordre d'une personne qui suit la progression du chien (le conducteur). Le chien formé à l'exécution de cette tâche est appelé « chien pisteur ».
On distingue le pistage utilitaire, pratiqué par les services de police, du pistage sportif, pratiqué par des amateurs de sport canin.
Le pistage est aussi pratiqué par les humains, notamment pour la chasse, dans le cadre de la survie en milieu hostile (jungle par exemple), dans un contexte militaire d'infiltration en milieu ennemi, dans celui du survivalisme ou simplement pour le loisir comme outil permettant de mieux appréhender la vie des farouches animaux sauvages rarement croisés "en vrai" lors de balades dans la nature.

## Le pistage utilitaire
Le pistage utilitaire est pratiqué par les services de police, parfois amenés à retrouver un malfaiteur ou une personne disparue en ne disposant que d'un point de départ olfactif et éventuellement d'un objet imprégné de l'odeur de la personne à retrouver.

## Le pistage cynégétique
Le pistage cynégétique (en) fait partie des premières techniques de chasse de l'homme qui ont varié en fonction du gibier et de son habitat, selon les ethnozoologues Pujol et Carbone. « Tuer la bête traquée ou relever le piège réalise le geste de chasse qui, s'il atteint son but lors de la mise à mort, prend consistance au cours du développement de l'acte : repérage des traces, de l'animal, aménagement du terrain faisant du piège un passage obligé ; mise en place des pièges puis pistage ou approche ; affût, battue ou surveillance du piège ».

## Le pistage sportif
Le pistage sportif est pratiqué par les amateurs de sport canin. C'est une discipline qui peut être pratiquée isolément (pistage français, pistage fci) ou dans un programme comprenant plusieurs épreuves comme le RCI. Il s'agit d'un loisir qui permet au maître et au chien de se distinguer lors de concours locaux, régionaux, nationaux ou internationaux. Selon des règles bien précises et qui diffèrent selon le type de pistage, le chien sera amené à suivre une piste tracée par le maître ou une personne étrangère habilitée. Le respect des règles et la qualité de travail du chien sont les critères principaux qui permettent au juge du concours d'attribuer une cote et de classer les chiens.
Le pistage est aussi pratiqué par les chiens de chasse. Leur rôle est de retrouver un animal en suivant son odeur laissée au sol par ses pas ou par son sang, dans le cas d'un animal blessé (i.e., recherche au sang).

## L'odorat du chien
L'odorat est le sens le plus développé chez le chien et ses capacités olfactives sont nettement supérieures à celles de l'homme.

## Autres utilisations du chien pour son odorat
L'odorat du chien est utilisé pour une autre tâche qui ne relève pas du pistage : la détection (personnes sous décombres ou en avalanche, produits stupéfiants, explosifs, restes humains, foyers d'incendie, hormones illicites...). La différence principale réside dans le fait que le chien ne doit pas suivre une trace mais trouver un point odorant et le signaler. Le chien ne travaille donc pas « truffe au sol ». Depuis peu, la police française utilise aussi l'odorat des chiens pour confondre des suspects par leur odeur et les scientifiques commencent à s'intéresser aux aptitudes des chiens à détecter certaines maladies comme le cancer.

## Divers
Un chien qui suit une piste de sa propre initiative (pendant la promenade, dans le jardin) ne fait pas du pistage pour autant.

## Loisir
Connaître les bases du pistage permet de profiter de sorties nature d'une façon originale et pertinente. En effet, il est si rare de croiser les grands mammifères sauvages en plein jour qu'ils finissent par se faire oublier des promeneurs. Pourtant, ils partagent ces mêmes espaces. C'est même souvent leurs lieux de vie alors que le promeneur ne fait qu'y passer. Apprendre à trouver leurs traces, à les reconnaître, les identifier et les interpréter permet de mieux connaître ces animaux, de réaliser qu'ils sont bien présents malgré leur "invisibilité" du moment, et permet finalement de repenser l'impact des humains (et celui individuel du promeneur-pisteur) sur la faune.
Ce "loisir" est à la portée de tous, sans matériel spécifique. Un bon guide (livre ou pisteur prenant le temps de partager ses connaissances) sera bienvenu.
Assez peu connue en France, cette discipline sort peu à peu de l'ombre avec notamment les livres philosophiques de Baptiste Morizot ou les actions de l'association Je Suis La Piste en Dordogne (24).